# Flavio Chigi (Kardinal, 1810)

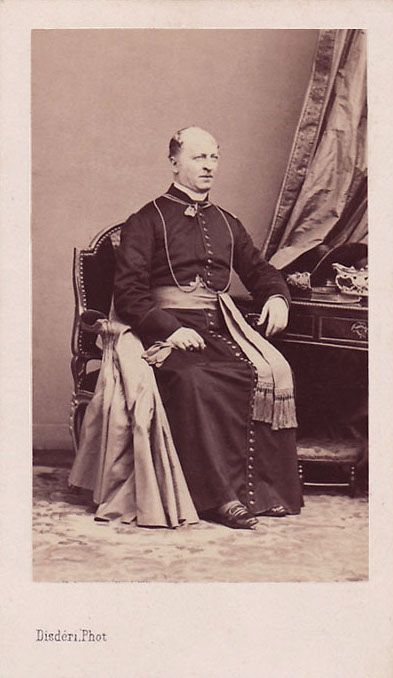
Flavio Chigi als Nuntius in Frankreich (Photo: André Adolphe-Eugène Disdéri, nach 1860)

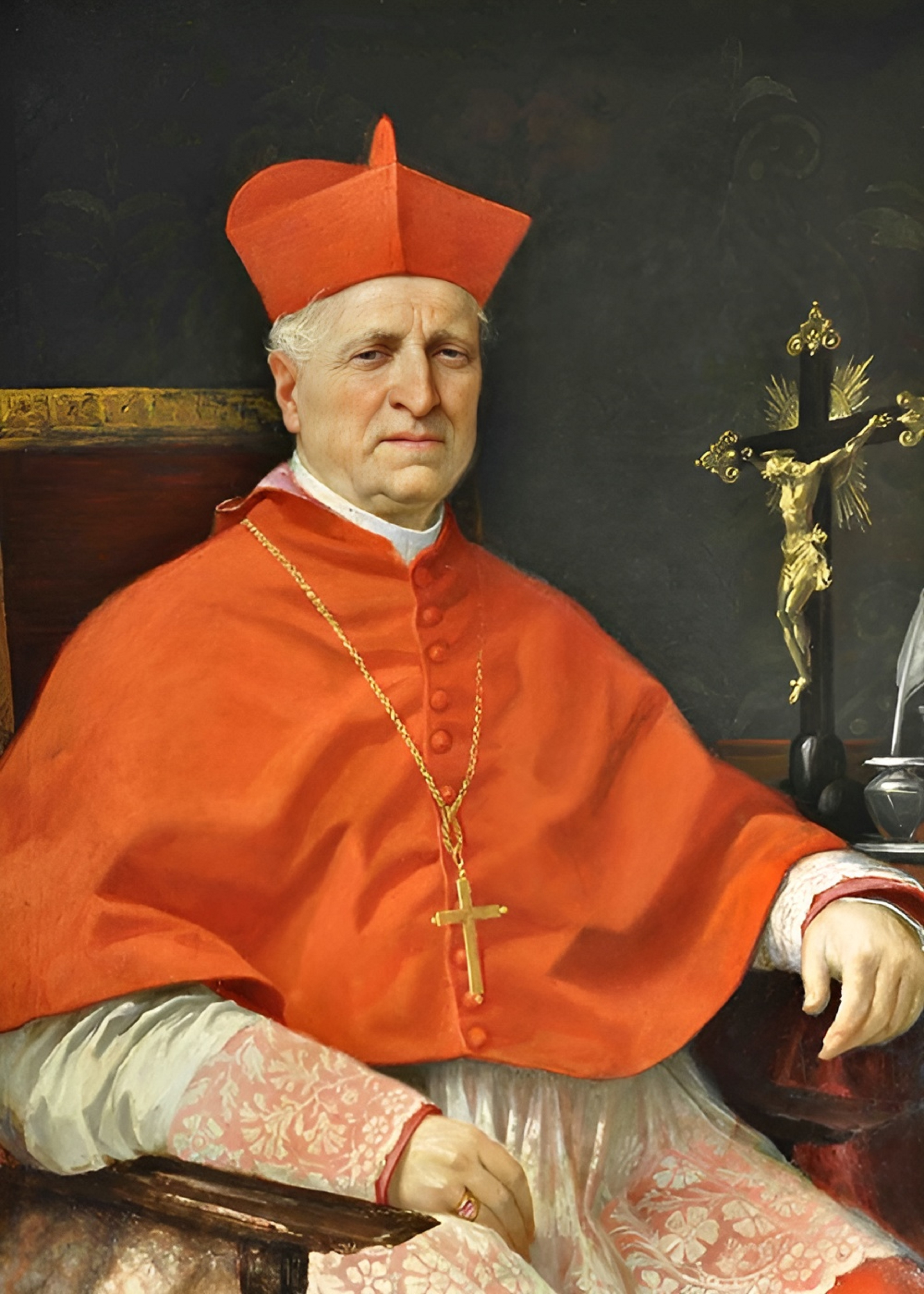
Flavio Kardinal Chigi (Gemälde nach 1872)

Flavio Chigi, auch Flavio Chigi III. (* 31. Mai 1810 in Rom; † 15. Februar 1885 ebenda), war ein italienischer Kardinal.

## Leben
Flavio Chigi war das neunte Kind von Amalia Carlotta Barberini und Agostino Chigi III. Er führte als drittes Mitglied der Familie Chigi, zu deren Vorfahren der Unternehmer Agostino Chigi gehörte, den Namen Flavio.
Zunächst war er von 1836 bis 1849 Offizier der Päpstlichen Nobelgarde. 1841 wurde er nach Lyon entsandt, um dem neuernannten Kardinal Louis-Jacques-Maurice de Bonald das rote Birett zu überbringen. Als 1849 die Römische Republik ausgerufen wurde, folgte er Papst Pius IX. in dessen Exil nach Gaeta. Im Jahr 1850 entschloss er sich, in den kirchlichen Dienst zu treten und Priester zu werden. Er zog sich in ein Jesuitenhaus in Tivoli zurück, wo er Theologie studierte. 1852 wurde er noch einmal nach Frankreich entsandt, um einem neu kreierten Kardinal das Birett zu überbringen, dieses Mal war es François-Auguste-Ferdinand Donnet, der Erzbischof von Bordeaux.
Am 17. Dezember 1853 empfing Flavio Chigi die Priesterweihe. Am 19. Juni 1856 wurde er zum Titularerzbischof von Myra ernannt; die Bischofsweihe spendete ihm am 6. Juli 1856 Papst Pius IX. persönlich; Mitkonsekratoren waren Alessandro Macioti, Assessor des Heiligen Offiziums, und Giuseppe Palermo, päpstlicher Sakristan.
Flavio Chigi wurde am 24. April 1856 zum Apostolischen Nuntius in München ernannt, wo er vom 5. November 1856 bis 12. Oktober 1861 in der Ludwigstraße 29/1 residierte. In dieser Funktion assistierte er 1857 bei der Eheschließung von Antonietta Sayn-Wittgenstein (* 12. März 1839 auf Schloss Marino Kursk; † 1918), der Tochter von Ludwig Adolf Friedrich zu Sayn-Wittgenstein-Sayn, mit seinem Neffen Mario Chigi.
Am 1. Oktober 1861 wurde er von Pius IX. zum Apostolischen Nuntius in Paris und am 12. November 1861 zum Päpstlichen Thronassistenten ernannt. Am 22. Dezember 1873 nahm Pius IX. ihn als Kardinalpriester mit der Titelkirche Santa Maria del Popolo in das Kardinalskollegium auf.
Flavio Chigi nahm am Konklave 1878 teil, aus dem Leo XIII. als Papst hervorging. Vom 13. Mai 1881 bis zum 27. März 1882 war er Camerlengo des Kardinalskollegiums.
Er starb am 15. Februar 1885 in Rom und wurde dort auf dem Campo Verano beigesetzt.